# نصيحة أئمة المسلمين
نصيحة أئمة المسلمين من المسائل والمصطلحات الشرعية التي وردت في الكتاب والسنة وكتب التراث الإسلامية، وقد جاء في حديث تميم بن أوس الداري أن النبي قال (الدين النصيحة ثلاثا، قلنا: لمن يا رسول الله؟ قال: لله ولكتابه ولرسوله ولأئمة المسلمين وعامتهم) فقوله (ولأئمة المسلمين) هم الولاة ومن يلي أمر الأمة ويقوم به وقيل هم العلماء.ومعنى مناصحتهم كما قال ابن رجب: وأما النصيحة لأئمة المسلمين فحب صلاحهم ورشدهم وعدلهم ووجوب إعزازهم في طاعة الله، ومعاونتهم على الحق وتذكيرهم به وتنبيههم في رفق ولطف ولين ومجانية الوثوق عليهم، والدعاء لهم بالتوفيق وحث الأخيار على ذلك.وقال ابن حجر: والنَّصيحةُ لأئمَّة المسلمين إعانَتُهم على ما حمِّلوا القيامَ به، وتنبيهُهم عند الغفلة، وسدُّ خلَّتهم عند الهفوة، وجمعُ الكلمة عليهم، وردُّ القلوب النَّافرة إليهم، ومِن أعظم نصيحتهم دفعُهم عن الظلم بالتي هي أحسن، ومِن جملة أئمَّة المسلمين أئمَّةُ الاجتهاد، وتقع النَّصيحةُ لهم ببَثِّ علومِهم، ونشرِ مناقبِهم، وتحسينِ الظّنِّ بهم. وقال ابن الصلاح: والنَّصيحةُ لأئمَّة المسلمين معاونَتُهم على الحقِّ وطاعتُهم فيه وتذكيرُهم به وتنبيهُهم في رفق ولطف ومجانبة الوثوب عليهم والدعاء لهم بالتوفيق.

## من هم «أئمة المسلمين»؟
قال البغوي:(ولأئمة المسلمين) والأئمة هم الولاة من الخلفاء الراشدين فمن بعدهم ممن يلي أمر هذه الأمة ويقوم به، فمن نصيحتهم بذل الطاعة لهم في المعروف، وجهاد الكفار معهم، وأداء الصدقات إليهم، وترك الخروج عليهم، وقد يتأول ذلك أيضًا في الأئمة الذين هم علماء الدين، فمِن نصيحتهم قَبول ما رووه إذا انفردوا، وتقليدهم ومتابعتهم على ما رووه إذا اجتمعوا
وقال الزرقاني: في قول النبي:(أن تناصحوا من ولاه الله أمركم)، وهو الإمام، ونوابه بمعاونتهم على الحق، وطاعته فيه، وأمرهم به، وتذكيرهم برفق ولطف، وإعلامهم بما غفلوا عنه من حقوق المسلمين، وترك الخروج عليهم، والدعاء عليهم، وبتألف قلوب الناس لطاعتهم، والصلاة خلفهم، والجهاد معهم، وأداء الصدقات لهم، وأن لا يطروا بالثناء الكاذب، وأن يدعى لهم بالصلاح، وقيل: هم العلماء، فنصيحتهم قبول ما رووه، وتقليدهم في الأحكام، وإحسان الظن بهم. 
قال صالخ آل شيخ: والأئمة إذا أطلقت فإنه يراد بهم الأئمة في الأمر العام، وليس الأئمة في العلم؛ لأنّ على هذا جرى الاصطلاح.أما لفظ (ولي الأمر) فإنه في الأصل أن ولي الأمر يُعْنَى به الإمام العام للمسلمين...فالنصيحة لأئمة المسلمين المقصود بهم في الحديث الأئمة الذين يلون الأمر العام.

## مشروعية النصيحة لأئمة المسلمين
قال أهل العلم بوجوب نصيحة أئمة المسلمين لقول النبي الدين النصيحة ثم قال (ولأئمة المسلمين) قال ابن عبد البر: مناصحة ولاة الأمر فلم يختلف العلماء في وجوبها إذا كان السلطان يسمعها ويقبلها.كما أن الأئمة يدخلون في عموم لزوم النصيحة للمسلم قال ابن حيان: الواجب على العاقل لزوم النصيحة للمسلمين كافة، وتَرْك الخيانة لهم بالإضمار، والقول، والفعل معاً؛ إذْ المصطفى صلى الله عليه وسلم كان يشترط على مَن بايعه مِن أصحابه النصحَ لكل مسلمٍ مع إقامة الصلاة، وإيتاء الزكاة.

## آداب نصيحة السلطان المسلم
ذكر ابن رجب في «جامع العلوم والحكم»، وساق عن ابن عباس وعن غيره أنواعًا من الآداب والشروط التي ينبغي للناصح أن يتحلى بها إذا نصح ولي الأمر المسلم:
1. الرفق: أن تكون النصيحة برفقٍ، وسهولة لفظ، وقد قال تعالى لموسى وهارون في نصحهما لفرعون { فَقُولَا لَهُ قَوْلًا لَيِّنًا لَعَلَّهُ يَتَذَكَّرُ أَوْ يَخْشَى } [طه:44]، ؛ لأنه ربما كان اللفظ خشنًا، فأداه ذلك إلى رفض الحق.قال النووي: وتنبيهم وتذكيرهم برفق ولطف.[10]قال ابن القيم: مخاطبة الرؤساء بالقول اللين أمر مطلوب شرعاً وعقلاً وعرفاً، ولذلك تجد الناس كالمفطورين عليه.[11]يقول ابن الجوزي: «واعلم أن رياضة النفس تكون بالتلطف والتنقل من حال إلى حال، ولا ينبغي أن يؤخذ أولاً بالعنف، ولكن بالتلطف، ثم يمزج الرغبة والرهبة»[12]
2. أن تكون بالسر: وهذا الأدب يجب الالتزام به لجميع المنصوحين من حيث الأصل، إلا أن بعض العلماء قال بأنه يتعين في حق الولاة؛ نظراً لمكانتهم ولما تجره المناصحة العلنية من فتن.فقد قال النبي:”مَن أراد أن ينصحَ لسلطانٍ بأمرٍ فلا يُبدِ له علانية، ولكن ليأخذْ بيدِه فيخلوَ به، فإن قَبِل منه فذاك، وإلاَّ كان قد أدَّى الذي عليه له".قال السندي في شرح الحديث: أي: نصيحة السُّلطان ينبغي أن تكون في السِّرِّ لا بين الخلق.[13]، وقال الشوكاني: ينبغي لمن ظهر له غلط الإمام في بعض المسائل أن يناصحه ولا يظهر الشناعة عليه على رؤوس الأشهاد بل كما ورد في الحديث أنه يأخذ بيده ويخلو به ويبذل له النصيحة ولا يذل سلطان الله.[14]

وهذا من حكمة الشَّارع ورحمته، فإنَّ التَّعرُّض للسُّلطان ليس كالتَّعرُّض لغيره؛ لِمَا يترتَّب على الخلل في معاملة الحكَّام من المفاسد العظمى والفتن الكبرى.

## الفرق بين النصيحة وإنكار المنكر على الولاة
قال الشيخ صالح آل الشيخ: لكن أنبه على مسألة مهمة: وهي أن هناك فرقا ما بين النصيحة والإنكار في الشريعة، وذلك أن الإنكار أضيق من النصيحة، فالنصيحة اسم عام يشمل أشياء كثيرة، كما مر معنا في حديث «الدَّينُ النَصِيحَُة» ومنها الإنكار، فالإنكار حال من أحوال النصيحة؛ ولهذا كان مقيدا بقيود وله ضوابطه، فمن ضوابطه أنّ الإنكار الأصل فيه أن يكون علنا؛ لقوله (مَنْ رَأَى مِنْكُمْ مُنْكَرا فَلْيُغَيّرْهُ بِيَدِهِ. فَإِنْ لَمْ يَسْتَطِعْ فَبِلِسَانِهِ) وهذا بشرط رؤية المنكر، وهنا ندخل في بحث مسألة بحثناها مرارا، وهي أن الولاة ينكر عليهم إذا فعلوا المنكر بأنفسهم، ورآه من فُعِل أمامه ذلك الشيء، وعلى هذا يحمل هدي السلف في ذلك، وكل الأحاديث التي جاءت، وهي كثيرة، أكثر من عشرة، أو اثني عشر حديثا في هذا الباب، فيها إنكار طائفة من السلف على الأمير، أو على الوالي، كلها على هذا الضابط، وهو أنهم أنكروا شيئا رَأَوه من الأمير أمامهم، ولم يكن هدي السلف أن ينكروا على الوالي شيئا أجرَاه في ولايته؛ ولهذا لما حصل من عثمان بعض الاجتهادات وقيل لأسامة بن زيد رضي الله عنهما: ألا تنصح لعثمان؟ ألا ترى إلى ما فعل؟ قال: أما إني بذلته له سرا، لا أكون فاتح باب فتنة. ففرق السلف في المنكر الذي يُفعل أمام الناس كحال الأمير الذي قدّم خطبة العيد على الصلاة، وكالذي أتى للناس وقد لبس ثوبين، وأحوال كثيرة في هذا، فرقوا ما بين حصول المنكر منه أمام الناس علنا، وما بين ما يجريه في ولايته، فجعلوا ما يجريه في ولايته بابا من أبواب النصيحة، وما يفعله علنا يأتي هذا الحديث (مَنْ رَأَى مِنْكُمْ مُنْكَرا فَلْيُغَيّرْهُ بِيَدِهِ) مع الحكمة في ذلك؛ ولهذا قال رجل لابن عباس رضي الله عنهما: ألا آتي الأمير، فآمره وأنهاه؟ قال: لا تفعل، فإن كان ففيما بينك وبينه. قال: أرأيت إن أمرني بمعصية؟ قال: أما إن كان ذاك فعليك إذن. فدلّ هذا على أن الأمر والنهي المتعلق بالولي إنما يكون فيما بين المرء وبينه، فيما يكون في وِلايته، وأما إذا كان يفعل الشيء أمام الناس، فإن هذا يجب أن ينكر من رآه بحسب القدرة وبحسب القواعد التي تحكم ذلك.

## أحاديث نبوية في نصيحة الأئمة
- عن تميم الدّاريّ أنّ النّبيّ قال: «الدّين النّصيحة». قلنا: لمن؟قال: «لله ولكتابه ولرسوله ولأئمّة المسلمين وعامّتهم»[16]
- قال النبي : (أن الله يرضى لكم ثلاثا ويسخط لكم ثلاثا يرضى لكم أن تعبدوه ولا تشركوا به شيئا وأن تعتصموا بحبل الله جميعا وان تناصحوا من ولاه الله أمركم) رواه ابن حبان في الصحيح
- عن معقل بن يسار، قال : سمعت رسول الله ـ صلى الله عليه وسلم ـ يقول : ما من عبد يسترعيه الله رعية يموت يوم يموت وهو غاش لرعيته، إلا حرم الله عليه الجنة .وفي رواية : ما من أمير يلي أمر المسلمين، ثم لا يجهد لهم وينصح ، إلا لم يدخل معهم الجنة .
- قال النبي : «مَنْ أَرَادَ أَنْ يَنْصَحَ لِذِي سُلْطَانٍ فَلَا يُبْدِهِ عَلَانِيَةً».[17]
- وعن أبي بكرٍ الصِّديقِ قال: يا أيها الناسُ، إنكم تقرؤون هذه الآيةَ: ﴿ يَا أَيُّهَا الَّذِينَ آمَنُوا عَلَيْكُمْ أَنْفُسَكُمْ لَا يَضُرُّكُمْ مَنْ ضَلَّ إِذَا اهْتَدَيْتُمْ ﴾ [المائدة: 105]، فإني سمعتُ رسول الله يقول: إنَّ الناسَ إذَا رَأَوُا مُنكرًا، فلم يُغيِّروه، يُوشِكُ أن يَعُمَّهُمُ اللهُ بعقابِهِ[18]، وفي رواية أبي داود: ((إذا رَأَوُا الظَّالمَ فلمْ يأخُذُوا على يديه، أوشَكَ أن يَعُمَّهُمُ اللهُ بعقابٍ))، وفي أُخرى له: ((ما مِن قومٍ يُعمَلُ فيهم بالمعاصي، ثُم يَقدِرونَ على أن يُغَيِّروا ثُم لا يُغَيِّروا، إلا يُوشِكَ أن يَعُمَّهُمُ اللهُ بعقابٍ))، وفي أُخرى له: ((ما مِن قومٍ يُعمَلُ فيهم بالمعاصي، هم أكثرُ ممن يَعمَلُهُ)).
- وعن أبي هريرة - رضي الله عنه - قال: قال رسول الله - صلى الله عليه وسلم -: «حقُّ المُسلمِ على المسلِمِ ستٌّ» قيلَ: ما هُن يا رسولَ الله؟ قال: «إذا لقيتهُ فسلِّم عليهِ، وإذا دعاكَ فَأجِبهُ، وإذا استَنصَحَكَ فانصح لهُ، وإذا عَطَسَ فَحَمِدَ اللهَ فَسَمِّتهُ، وإذا مرض فعده، لاذا مات فاتَّبعه»[19]
- عن أبي سعيد الخدريّ- رضي الله عنه- قال: قال رسول الله صلّى الله عليه وسلّم: «إنّ من أعظم الجهاد كلمة عدل عند سلطان جائر»[20]

## ما جاء عن السلف في نصح الأئمة
- و عن أسامة بن زيد-رضي الله عنهما- قال : قيل له ألا تدخل على عثمان فتكلمه ؟ فقال: أترون أني لا أكلمه إلا أسمعكم؟! والله لقد كلمته فيما بيني وبينه ما دون أن أفتتح أمراً لا أحب أن أكون أول من فتحه).[21]، قال النووي : قوله «أفتتح أمراً لا أحب أن أكون أول من افتتحه» يعنى المجاهرة بالإنكار على الأمراء في الملأ[22] ، وقال عياض : مراد أسامة أنه لا يفتح باب المجاهرة بالنكير على الإمام لما يخشى من عاقبة ذلك، بل يتلطف به وينصحه سرا فذلك أجدر بالقبول .[23]
- عن أبي سعيد الخدري قال كان رسول الله يخرج يوم الفطر والأضحى إلى المصلى فأول شيء يبدأ به الصلاة ثم ينصرف فيقوم مقابل الناس والناس جلوس على صفوفهم فيعظهم ويوصيهم ويأمرهم ، قال أبو سعيد فلم يزل الناس على ذلك حتى خرجت مع مروان وهو أمير المدينة في أضحى أو فطر فلما أتينا المصلى إذا منبر بناه كثير بن الصلت فإذا مروان يريد أن يرتقيه قبل أن يصلي فجبذت بثوبه فجبذني فارتفع فخطب قبل الصلاة فقلت له غيرتم والله، فقال: أبا سعيد قد ذهب ما تعلم فقلت ما أعلم والله خير مما لا أعلم ، فقال: إن الناس لم يكونوا يجلسون لنا بعد الصلاة فجعلتها قبل الصلاة.[24]

## مواضيع ذات صلة
- نصيحة
- خروج على الحاكم
- السياسة الشرعية في إصلاح الراعي والرعية